# Canone buddista
Il Canone buddista è l'insieme dei testi sacri del Buddismo, tradizionalmente indicati come Tripiṭaka ("tre canestri") e suddivisi in tre canoni: il Canone pāli (o Pāli Tipiṭaka), il Canone cinese (大藏經, Dàzàng jīng), e il Canone tibetano (composto dal Kangyur e dal Tanjur), così denominati in base alla lingua degli scritti. Parte dei Canoni cinese e tibetano si rifanno ad un precedente Canone tradotto in sanscrito ibrido sotto l'Impero Kushan, per la maggior parte andato perduto.
In particolare, il Canone buddista raccoglie gli insegnamenti, i sermoni, le parabole e i detti di Siddhārtha Gautama (il Buddha), le regole di vita all'interno del Sangha (la "comunità" dei fedeli, sia monaci che laici) e le tecniche per il raggiungimento del Nibbāṇa, ovvero l'"estinzione", intesa come liberazione dal saṃsāra, l'eterno ciclo karmico di nascita, morte e rinascita a cui sono soggetti tutti gli esseri senzienti.
Sebbene la religione buddista sia divisa al suo interno in numerose scuole di pensiero, di cui le tre correnti maggioritarie sono il Theravāda, il Mahāyāna e il Vajrayāna, che hanno sviluppato dottrine contrastanti e prodotto testi altrettanto diversi, i canoni di tutte le scuole condividono alcune dottrine fondamentali, impartite dal Buddha stesso, che costituiscono il Dharma, la "legge morale" o "condotta di vita" che deve rispettare ogni fedele buddista, e sono:
- le Quattro nobili verità;
- il Nobile Ottuplice Sentiero;
- l'Ahimsa (compassione o nonviolenza);
- la meditazione, che conduce alla Bodhi (illuminazione);
- il Nibbāṇa, estinzione della sofferenza.

## Canone pāli
Il Canone pāli è proprio del Buddismo theravāda, e si compone di tre piṭaka, o canestri: il Vinaya Piṭaka, o "canestro della disciplina", contiene le regole di vita dei monaci; il Sutta Piṭaka o "canestro della dottrina", contenente gli insegnamenti impartiti dal Buddha;

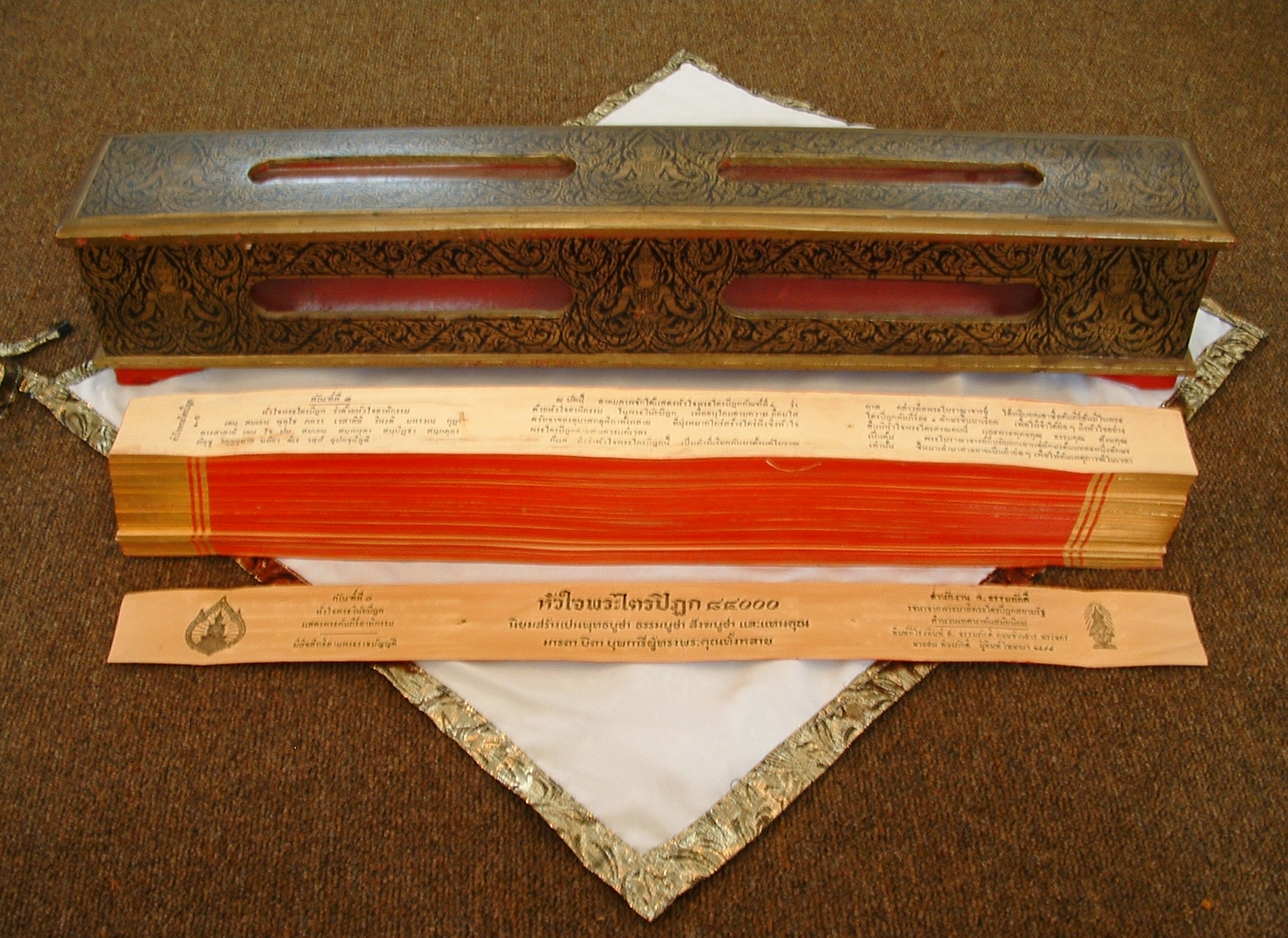
Antico stile usato per il Canone pāli

infine l'Abhidhamma Piṭaka o "canestro della fenomenologia" in ambito cosmologico, psicologico e metafisico, che raccoglie gli approfondimenti alla dottrina esposta nel Sutta Piṭaka. Questo canone possiede una celebre edizione, trascritta in alfabeto latino e tradotta in lingua inglese, pubblicata in 57 volumi dalla londinese Pali Text Society tra il 1877 e il 1927.

## Canone cinese

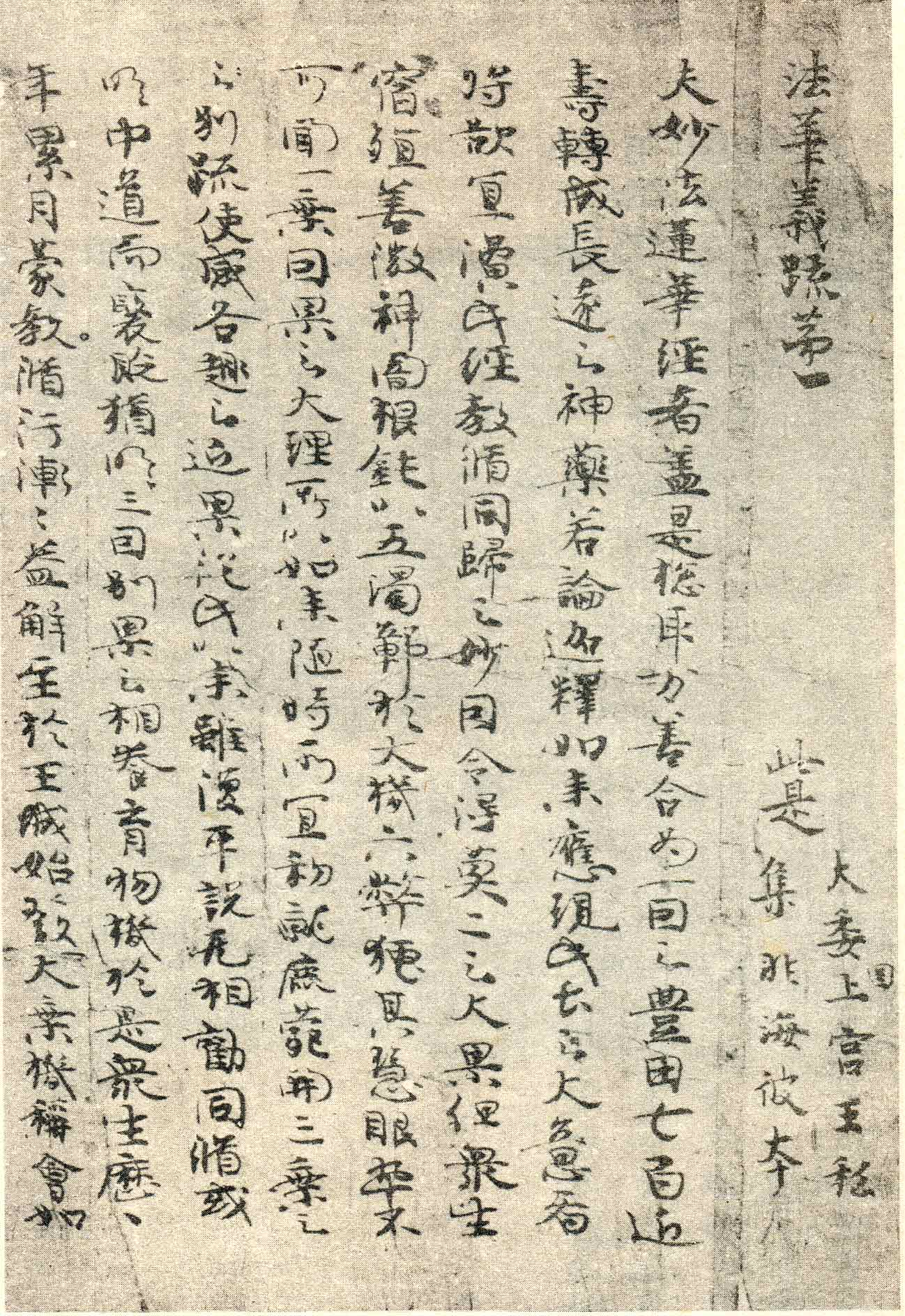
Una copia del Sutra del Loto del Canone cinese, attribuita al leggendario principe giapponese Shōtoku (573–621).

Il Canone cinese si compone di 2.184 testi a cui vanno aggiunti 3.136 supplementi tutti raccolti, nell'ultima edizione, in 85 volumi di stile occidentale pubblicati in Giappone (Tokyo, 1924-1929). Inaugurata durante l'era Taishō, questa edizione è detta comunemente "Canone dell'Era Taishō" (大正新脩大蔵經 Taishō Shinshū Daizōkyō) ed è divenuta lo standard di riferimento nei Paesi di antica influenza cinese.

## Canone tibetano

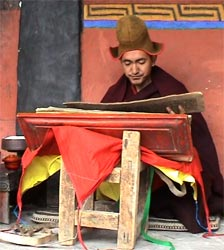
Il monaco buddista Geshe Konchog Wangdu legge dei sūtra da una vecchia edizione xilografica del Kangyur

Il Canone tibetano si suddivide in due raccolte, il Kangyur (composto da 600 testi, in 98 volumi, riporta discorsi attribuiti al Buddha Shakyamuni) e il Tanjur (raccolta, in 224 volumi, di 3.626 testi tra commentari e insegnamenti). Questo canone fu dato alle stampe in tibetano la prima volta a Pechino nel 1411, e solo nel 1742 in Tibet, questa edizione è in 333 volumi. 

## Canone sanscrito
Parte dei Canoni cinese e tibetano si rifanno ad un precedente Canone tradotto in sanscrito ibrido sotto l'Impero Kushan, per la maggior parte andato perduto. Questi due Canoni furono adottati dalla tradizione Mahāyāna che prevalse sia in Cina che in Tibet. Il Canone sanscrito riportava tutti i testi delle differenti scuole antiche e degli insegnamenti presenti nell'Impero Kushan. La traduzione di tutte queste opere dalle originali lingue pràcrite a quella sanscrita (al tempo ritenuta la lingua ufficiale, come fu il latino durante il Medioevo in Europa) fu voluta dagli stessi imperatori kushan. Buona parte di questi testi furono successivamente trasferiti in Tibet e in Cina sia da missionari kushani (ma anche persiani e sogdiani), sia riportati in patria da pellegrini. Da segnalare che le regole monastiche (Vinaya) delle scuole presenti oggi in Tibet e in Cina derivano da due antichissime scuole indiane (vedi Buddismo dei Nikāya), rispettivamente dalla Mulāsarvastivāda e dalla Dharmaguptaka.